# Nigella bucharica
Nigella bucharica är en ranunkelväxtart som beskrevs av Schipcz.. Nigella bucharica ingår i släktet nigellor, och familjen ranunkelväxter. Inga underarter finns listade i Catalogue of Life.